# Якутська область (Російська імперія)
62°01′38″ пн. ш. 129°43′55″ сх. д. / 62.027222222222° пн. ш. 129.73194444444° сх. д.
Якутська область (рос. Якутская область) — адміністративно-територіальна одиниця Російської імперії, Російської республіки і РРФСР у 1805–1920. Була найбільшою з усіх губерній й областей імперії.

## Географія
Розташовувалася у Східному Сибіру, становила 1/3 усього Сибіру. Межувала на півночі з Північним Льодовитим океаном; на заході — Єнісейською губернією по річкам Ілімцея і Анабара; південному заході — Іркутською губернією, на півдні — Амурською областю, на південному сході і сході — Приморською областю.

## Історія
Захоплення московськими воєводами і сибірськими козаками якутських земель почалося з 1620-х.
У 1638 утворений Якутський повіт.
У 1775 Якутський повіт перетворений на Якутську провінцію (дістрикт), а в 1784 — Якутську область Іркутської губернії.
У 1805 створено самостійну Якутську область, що підпорядковувалося Східно-Сибірському генерал-губернаторству. 1857 року до складу Приморської області передано Удський (Охотський) край.
У 1882—1884 на урочищі Сагастирь була влаштована полярна метеорологічна станція.
Після Лютневої революції владу в області взяли есери. Було впроваджено посаду обласного комісару, якому допомагав Якутський комітет громадської безпеки. Першим комісаром став українець Григорій Петровський.
Після Жовтневої революції того ж року був створений Комітет захисту революції, що виступав на підтримку ідеї скликання Установчих зборів. 1 липня 1918 року більшовицький загін А. С. Ридзінского зайняв Якутськ. У місті був створений виконком Ради Робочих депутатів. Органи радянської влади також були утворені місті Вілюйську, Нюрбінському, Сунтарському і інших улусах. У листопаді 1918 радянська влада скасована й Якутія потрапила під владу верховного правителя Олександра Колчака. Створено обласну земську управу для керування цивільними справами.
У квітні 1920 за рішенням Сибирського революційного комітету була перетворена на особливий район Іркутської губернії. Але вже у вересні того ж року створено Якутську губернію.1921 року вибухнуло антирадянське повстання, яке було придушено протягом року. 27 квітня 1922 року стає Якутською АРСР в складі РРФСР.

## Адміністративний поділ
З утворення області її очолювали начальники, які підпорядковувалися Іркутському губернатору, а з 1822 — Східносибірському генерал-губернатору.
З 1852 на чолі стояв цивільний губернатор. Він підпорядковувався генерал-губернатору і Головному управлінню Східного Сибіру. Губернатору допомагало Якутське обласне управління, що також підпорядковувалося Іркутському губернському правлінню (в цивільних справах) та Сенату (в судових).
У 1883 впроваджено посаду віце-губернатора.
З 1887 Якутську область перепорядковано Іркутському генерал-губернатору.
Область складалася з 5 округів (у 1803—1822 називалися комісарства): Верхоянського, Вілюйського, Якутського, Колимського і Олекмінського. Округи ділилися на 12 поліцейських ділянок, ділянки — на 8 російських волості, 1 інородницьку волость сибірських народів (в свою чергу поділялися на 15 якутських улусів з 251 наслегами (стійбищами) та 36 родів інших народів). Найбільшими улусами були (близько 5 тис. осіб) були Бетунський, Борогонський, Батуруський, Намський, Хангальський, Менгінський улуси. На чолі стояли виборні голови. Містами офіційно вважалися Якутськ, Олекмінськ, Вілюйськ, Верхоянськ, Середньоколимськ.
Після повалення царату на чолі області стають обласні комісари, в округах — окружні, в улусах якутів та інших сибірських народів обирають улусних комісарів. Починає діяти Комітет громадської безпеки. Його було повалено радянськими військами в 1918 й відновлено загонами білогвардійців.

### Очільники

#### Обласні начальники
- Іван Кардашевський (1805—1816)
- Михайло Мініцький (1816—1821)
- Дмитро Рудаков (1822—1824)
- Олексій Ачкасов (1824—1826)
- Микола Лосєв (1826)
- Микола Мягков (1826—1831)
- Василь Щербачьов (1832—1833)
- Ілля Рудаков (1834—1845)
- Микола Каргопольцев (1845—1850)
- Костнятин Григорьєв (1850—1852)

#### Губернатори
- Костнятин Григорьєв (1852—1856)
- Микола Скрябін (1856—1857)
- Юлій Штубендорф (1857—1862)
- Микола Скрябін (1862—1865)
- Аполлон Лохвицький (1865—1868)
- Василь Бодиско (1868—1869)
- Вітор Вітте (1869—1876)
- Георгій Черняєв (1876—1885)
- Костянтин Светлицький (1885—1889)
- Володимир Коленко (1889—1892)
- Володимир Скрипіцин (1892—1903)
- Віктор Булатов (1903—1906)
- Іван Крафт (1906—1913)
- Рудольф Вітте (1913—1917)

#### Обласні комісари
- Григорій Петровський (лютий-квітень 1917)
- Володимир Соловьйов (1917—1918)

#### Голова виконкому Рад
- Максим Аммосов (1918)

#### Голова обласної управи
- Василь Никифоров (1918—1920)

#### Голова виконкому
- Максим Аммосов (1920)

## Населення
Більшість населення становили якути (91,5 %), 7,5 % — росіяни (сюди зараховувалися також українці та білоруси), представники інших сибірських народностей (коряки, юкагіри, евени, евенки і чуванці) — 1 %. У 1889 році епідемія віспи винищила всіх коряків, значне число чуванців і юкагірів.
Відповідно за даними Загального перепису населення 1897 року, в Якутській області проживало 269 880 осіб (139 597 чоловіків і 130 283 жінок). Міське населення складало тоді 3,4 % (9,2 тис. осіб). Основна частина населення (понад 50 % всього населення) була зосереджена в Якутському окрузі, найслабконаселенішим був Колимський округ (менше 3 %).
На 1900 рік в області проживало 262 703 (134 134 — чоловіків, 128 569 — жінок), зя ких якутів — 224 110 осіб, росіян — 21 045, інших народностей — 17 539, іноземців — 9. Серед слов'ян 1300 осіб становили засланців на каторгу.
За «Статутом про управління інородцями» 1822 року корінні народи області визнавалися особливим станом, прирівняним до селянського, але управлялися відповідно до власних звичаїв.
До якутських земель спрямовували переважно українських ув'язнених. На 1897 рік мешкало 320 українців. Певну категорію становили українські службовці, що тимчасово за наказом перебували в Якутську наїздами, приїздивши в центр генерал-губернаторства в Іркутську. Серед очільників Якутської області відомі українці: Аполлон Лохвіцький, Володмир Коленко.
Більшість населення належало до християн, насамперед православних (256 737 осіб), розкольників і сектантів (передусів духобори) — 1731, католиків було 193, вірмено-грігоріан — 2, протестантів — 23. Представників ісламу було 1896 осіб, традиційних вірувань — 1610. Юдеїв нараховували 510 осіб.
Область в церково-територіальному плані підпорядковувалася Іркутській єпархії. Було утворено Якутське благочиння.

## Освіта
В області діяло 85 навчальних закладів,: 4 середніх (Якутське реальне училище, жіноча гімназія, духовна семінарія, жіноче єпархіальне училище). Існували духовне училище, зразкова школа при семінарії, Маріїнський дитячий притулок, 2-класна церковно-парафіяльна школа, 8 міських початкових училищ, 11 сільських початкових училищ, 57 церковноприходських шкіл. Всіх учнів в області в 1900 році 1500 хлопчиків і 445 дівчат.

## Економіка
За часів Московського царства та в перші десятиріччя Російської імперії основою господарства було полювання на хутряного звіра та рибальство. Корінне місцеве населення частково займалося землеробство, але основу становило скотарство (оленярство і конярство) і полювання.
З XIX ст. керівництво області активно сприяло поширенню тут землеробства. окрім якутів ним стали займатися колоністи з Європейської частини Російської імперії. Разом з тим зберігається як галузі скотарство, рибальство (на 1900 рік щорічно виловлювалося 191 тис. пудів риби, значний напрямок становило отримання ікри лососевих), полювання на хутряного звіра.
Важливого значення набуло добування мамонтової кістки і моржових іклів. Так, 1900 року з області було вивезено 1500 пудів мамонтової кістки. Якутська область стала важливим місцем добування золота.
Промисли мали кустарний характер, вироблялося зазвичай для місцевого населення побутові речі. Частково була розвинена лісова промисловість. Торгівля мала місцеве значення.